# Liga de Voleibol Superior Masculino 1990
La Liga de Voleibol Superior Masculino 1990 si è svolta nel 1990: al torneo hanno partecipato 14 franchigie portoricane e la vittoria finale è andata per la decima volta, la terza consecutiva, ai Changos de Naranjito.

## Regolamento
La competizione vede le quattordici franchigie partecipanti divise in due gruppi, detti Sezione A e Sezione B, e posti in posizione gerarchica tra loro:
- Nella Sezione A concorrono sette franchigie, che danno vita ad un girone all'italiana:

Le prime quattro classificate accedono ai play-off scudetto, dove si affrontano in quattro round-robin dai quali le prime due classificate accedono alla finale scudetto, disputata al meglio delle sette gare;
L'ultima classificata retrocede in Sezione B;
- Nella Sezione B concorrono sette franchigie, che danno vita ad un girone all'italiana:

Le prime quattro classificate accedono ai play-off promozione, dove si affrontano in quattro round-robin dai quali le prime due classificate accedono alla finale dei play-off promozione, disputata al meglio delle sette gare;

## Squadre partecipanti[1]
| Sezione A: - Cafeteros de Yauco - Caribes de San Sebastián - Changos de Naranjito - Criollos de Caguas - Leones de Ponce - Plataneros de Corozal - Vampiros de Moca | Sezione B: - Bucaneros de Arroyo - Corsarios de Cabo Rojo - Gigantes de Adjuntas - Guayacanes de Guayanilla - Montañeses de Utuado - Patriotas de Lares - Playeros de San Juan |

## Campionato[1]

### Sezione A

#### Regular season

##### Classifica
| Pos. | Squadra                  | Pt | G  | V  | P  | SV | SP | Ratio | PF | PS | Ratio |
| ---- | ------------------------ | -- | -- | -- | -- | -- | -- | ----- | -- | -- | ----- |
| 1    | Changos de Naranjito     | 44 | 24 | 22 | 2  |    |    |       |    |    |       |
| 2    | Caribes de San Sebastián | 36 | 24 | 18 | 6  |    |    |       |    |    |       |
| 3    | Plataneros de Corozal    | 28 | 24 | 14 | 10 |    |    |       |    |    |       |
| 4    | Criollos de Caguas       | 18 | 24 | 9  | 15 |    |    |       |    |    |       |
| 5    | Cafeteros de Yauco       | 16 | 24 | 8  | 16 |    |    |       |    |    |       |
| 6    | Leones de Ponce          | 16 | 24 | 8  | 16 |    |    |       |    |    |       |
| 7    | Vampiros de Moca         | 10 | 24 | 5  | 19 |    |    |       |    |    |       |

| Ai play-off scudetto |

#### Play-off

##### Round-robin

###### Classifica
| Pos. | Squadra                  | Pt | G  | V | P  | SV | SP | Ratio | PF | PS | Ratio |
| ---- | ------------------------ | -- | -- | - | -- | -- | -- | ----- | -- | -- | ----- |
| 1    | Changos de Naranjito     | 18 | 12 | 9 | 3  |    |    |       |    |    |       |
| 2    | Plataneros de Corozal    | 16 | 12 | 8 | 4  |    |    |       |    |    |       |
| 3    | Caribes de San Sebastián | 10 | 12 | 5 | 7  |    |    |       |    |    |       |
| 4    | Criollos de Caguas       | 0  | 12 | 0 | 12 |    |    |       |    |    |       |

| In finale scudetto |

##### Finale scudetto
|  | Finale scudetto |                       |   |  |
|  |                 |                       |   |  |
|  | 1               | Changos de Naranjito  | 4 |  |
|  | 2               | Plataneros de Corozal | 2 |  |

### Sezione B

#### Regular season

##### Classifica
| Pos. | Squadra                  | Pt | G  | V  | P  | SV | SP | Ratio | PF | PS | Ratio |
| ---- | ------------------------ | -- | -- | -- | -- | -- | -- | ----- | -- | -- | ----- |
| 1    | Patriotas de Lares       | 36 | 24 | 18 | 6  |    |    |       |    |    |       |
| 2    | Corsarios de Cabo Rojo   | 34 | 24 | 17 | 7  |    |    |       |    |    |       |
| 3    | Gigantes de Adjuntas     | 32 | 24 | 16 | 8  |    |    |       |    |    |       |
| 4    | Playeros de San Juan     | 24 | 24 | 12 | 12 |    |    |       |    |    |       |
| 5    | Montañeses de Utuado     | 22 | 24 | 11 | 13 |    |    |       |    |    |       |
| 6    | Bucaneros de Arroyo      | 12 | 24 | 6  | 18 |    |    |       |    |    |       |
| 7    | Guayacanes de Guayanilla | 10 | 24 | 5  | 19 |    |    |       |    |    |       |

| Ai play-off promozione |

#### Play-off promozione

##### Classifica
| Pos. | Squadra                | Pt | G  | V | P | SV | SP | Ratio | PF | PS | Ratio |
| ---- | ---------------------- | -- | -- | - | - | -- | -- | ----- | -- | -- | ----- |
| 1    | Patriotas de Lares     | 18 | 12 | 9 | 3 |    |    |       |    |    |       |
| 2    | Corsarios de Cabo Rojo | 16 | 12 | 8 | 4 |    |    |       |    |    |       |
| 3    | Gigantes de Adjuntas   | 8  | 12 | 4 | 8 |    |    |       |    |    |       |
| 4    | Playeros de San Juan   | 6  | 12 | 3 | 9 |    |    |       |    |    |       |

| In finale play-off promozione |

##### Finale promozione
|  | Finale scudetto |                        |   |  |
|  |                 |                        |   |  |
|  | 1               | Patriotas de Lares     | 4 |  |
|  | 2               | Corsarios de Cabo Rojo | 0 |  |